# Augochlorella bracteata
Augochlorella bracteata là một loài Hymenoptera trong họ Halictidae. Loài này được Ordway mô tả khoa học năm 1966.